# NGC 2899
NGC 2899 هي مجرة تتبع كوكبة الشراع. اكتشفها جون هيرشل في 27 فبراير 1835.

## روابط خارجية
- NGC 2899 على موقع ويكي سكاي: DSS2, SDSS, GALEX, IRAS, Hydrogen α, X-Ray, Astrophoto, Sky Map, Articles and images